# Can Pujador
Can Pujador és una obra del municipi de Sant Vicenç dels Horts (Baix Llobregat) inclosa en l'Inventari del Patrimoni Arquitectònic de Catalunya.

## Descripció
Es tracta d'un mas de planta basilical amb tres naus, de les quals la central és coberta a doble vessant. Fou restaurat als anys 1920-1929, tot afegint una torreta o mirador decorada amb esgrafiats, a base de sanefes vegetals, de tipus noucentista.
El mas es troba prop dels Quatre Camins i del barri de Sant Josep.